# Lutherkirche (Großpösna)

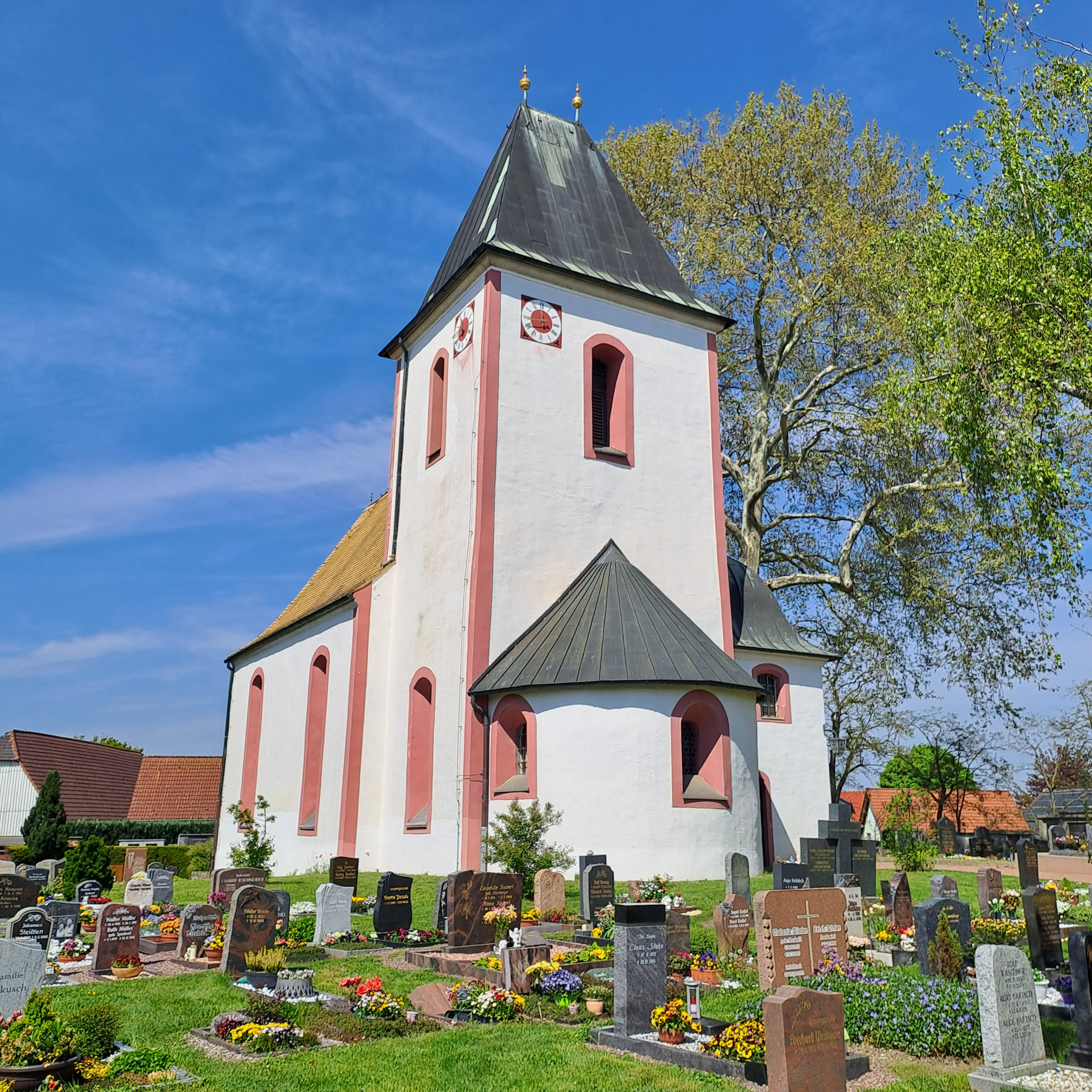
Die Lutherkirche Großpösna (2025)

Die Lutherkirche ist eine evangelisch-lutherische Kirche in Großpösna im Landkreis Leipzig in Sachsen. Sie befindet sich an der Hauptstraße und prägt das Zentrum des Ortes.

## Geschichte
Die Ursprünge der Lutherkirche reichen bis in das 12. Jahrhundert zurück. Sie wurde um das Jahr 1200 als spätromanische Chorturmkirche errichtet, was sie zu einem der ältesten erhaltenen Bauwerke der Region macht. Im Laufe der Jahrhunderte wurde die Kirche mehrfach umgebaut (so erfolgte 1670–1683 ein großer Umbau) und erweitert, wobei der romanische Charakter in den Ostteilen bis heute erhalten blieb.

## Architektur
Die Lutherkirche ist ein Putzbau mit typischen Segmentbogenfenstern. Charakteristisch ist der eingezogene Turm mit Walmdach und die halbrunde, nach Osten gerichtete Apsis, die noch aus der Romanik stammt. Der Baukörper vereint romanische und gotische Elemente: Während die Ostteile und die Apsis romanisch geprägt sind, weist das Netzgewölbe im Turm auf gotische Einflüsse hin. Die Kirche ist als Chorturmkirche konzipiert, bei der der Turm über dem Chorraum errichtet wurde. Auf der Nordseite befinden sich zwei Anbauten. Die Kirche wurde mehrfach saniert und ist heute in einem guten Zustand.
|  |  |

## Ausstattung
Die Innenausstattung stammt aus dem 17. Jahrhundert und ist schlicht, wie es für evangelische Dorfkirchen typisch ist. Die Kirche besitzt eine dreiseitige Empore. In der Patronatsloge befindet sich zudem eine emblematische Kassettendecke, die kunsthistorisch von Bedeutung ist. Gestiftet wurde diese von Christoph Mühlbach. Eine letzte Restaurierung der Deckenplatten fand 2001 / 2002 durch Volker Wiesner aus Holzhausen statt. Die Fenster im Inneren sind zum Teil mit buntem Glas gestaltet.
Die Orgel mit neun Registern auf einem Manual und Pedal wurde im Jahr 1830 eingebaut und stammt von Christian Carl David Beyer.

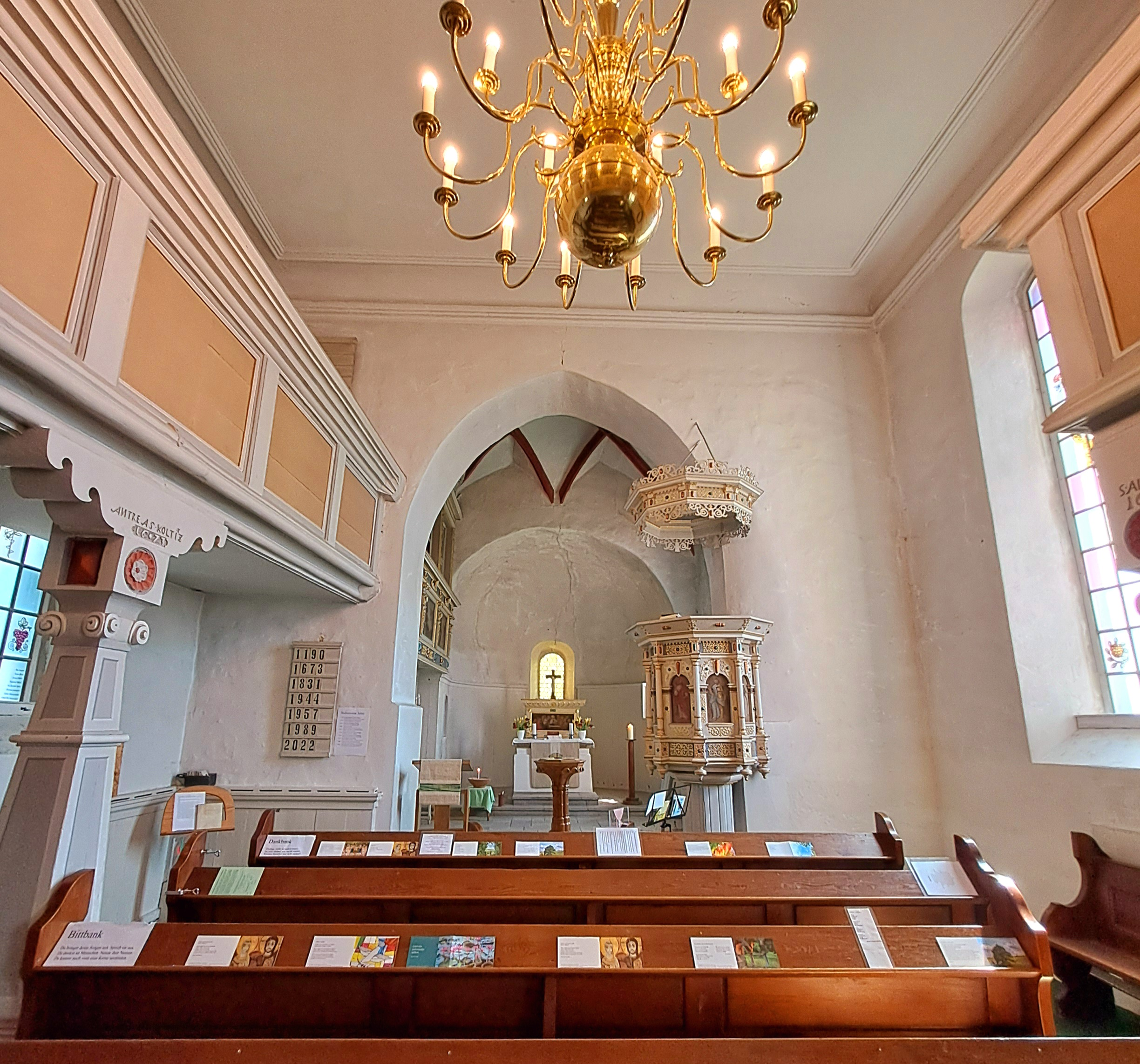
Blick zum Altar (2025)
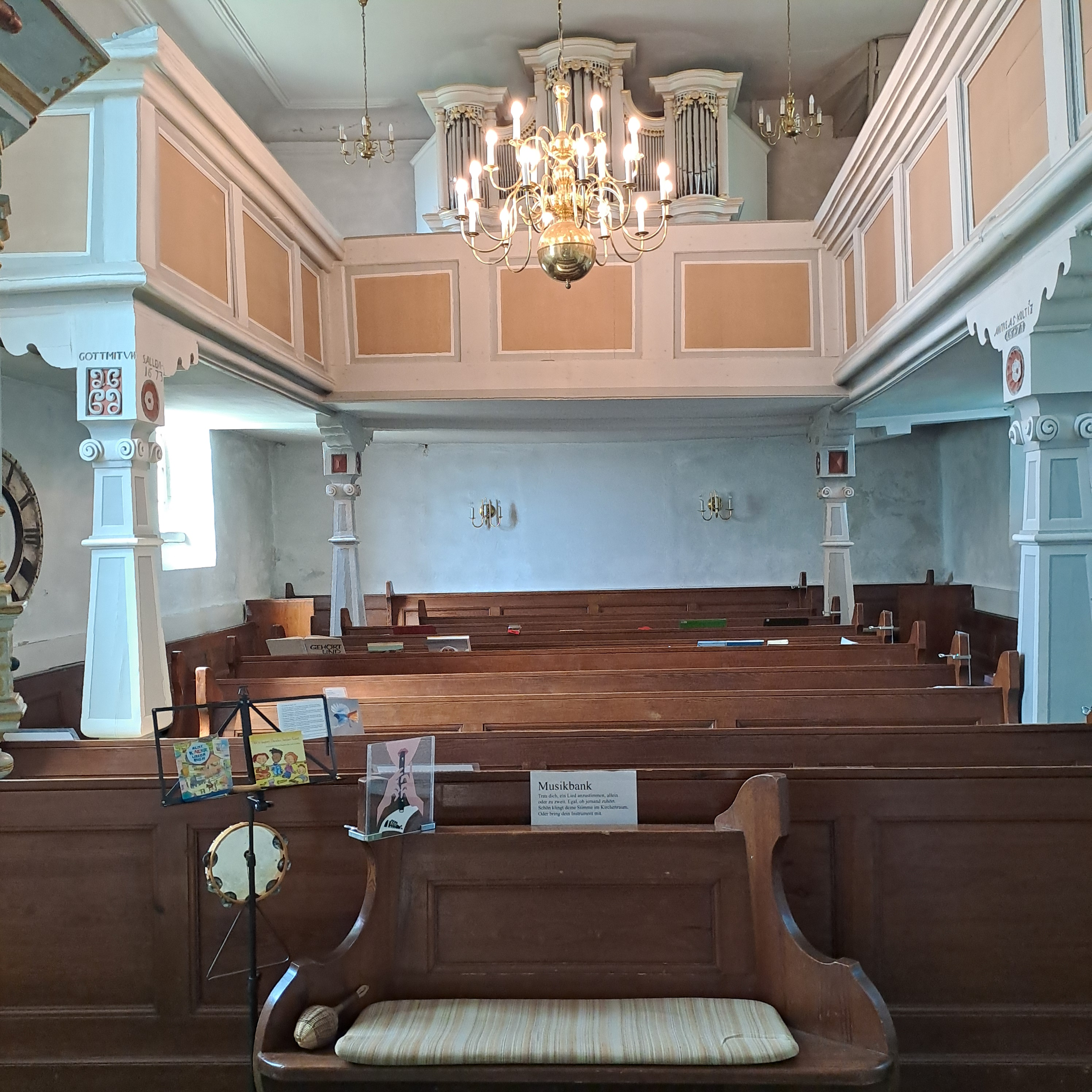
Blick zur Orgel (2025)
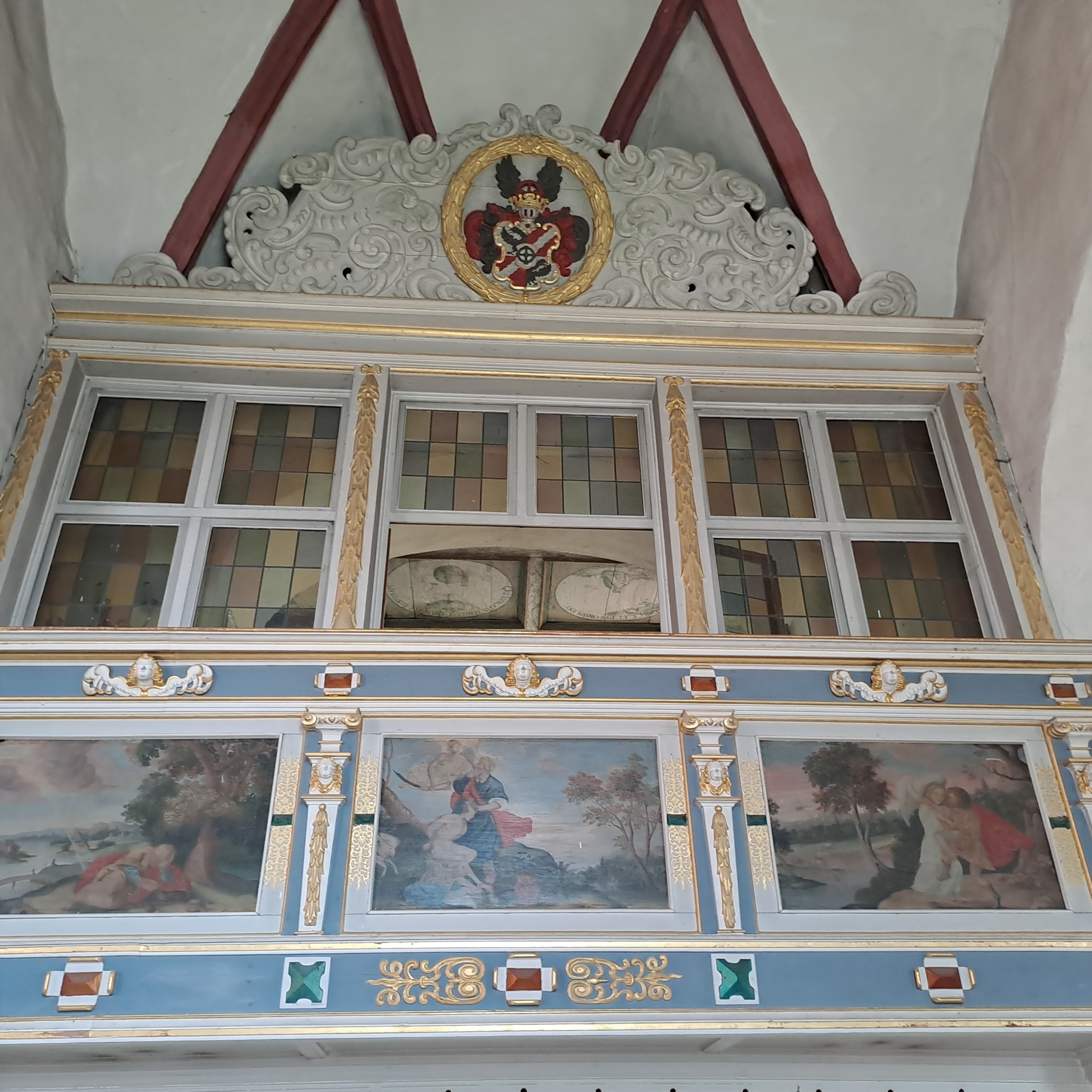
Die Patronatsloge im Chor (2025)

## Glocken
Bereits vor dem Ersten Weltkrieg besaß die Kirche ein Geläut aus Bronzeglocken. Zwei davon sollten 1917 eingeschmolzen werden, konnten aber nach dem Kriegsende unversehrt zurückgeführt werden. Im Zweiten Weltkrieg wurden 1941 die zwei größeren Bronzeglocken eingezogen und eingeschmolzen. Nach dem Verlust der Bronzeglocken wurde die Kirche mit drei Eisenhartgussglocken ausgestattet, die im September 1957 geweiht wurden. Aufgrund ihres Alters und aus Sicherheitsgründen mussten sie jedoch 2021 außer Betrieb genommen und durch zwei neue Bronzeglocken der Kunstgussmanufaktur Petit & Gebr. Edelbrock aus Gescher ersetzt werden. Diese wurden im Dezember 2022 geweiht. Damit besitzt die Lutherkirche mit den zwei älteren Glocken von 1682 und 1844 wieder ein Geläut aus vier Bronzeglocken.

## Kirchgemeinde
Die Kirchgemeinde Großpösna zählt rund 470 Gemeindeglieder (Stand 2025). Sie bildet mit den Kirchgemeinden Kleinpösna, Fuchshain und Seifertshain die Evangelisch-Lutherische Kirchgemeinde Pösaue, die zum Kirchspiel Muldental im Kirchenbezirk Leipziger Land der Evangelisch-Lutherischen Landeskirche Sachsens gehört.